# Rudy Ray Moore
Rudolph Frank Moore (17 de marzo de 1927 - 19 de octubre de 2008), conocido como Rudy Ray Moore, fue un comediante, músico, cantante, actor de cine y productor de cine estadounidense. Creó el personaje Dolemite, el proxeneta de la película Dolemite de 1975 y sus secuelas, The Human Tornado y The Return of Dolemite. El personaje se desarrolló durante sus primeros discos de comedia. Las grabaciones a menudo mostraban a Moore recitando poesía rimada llena de blasfemias, que luego le valió a Moore el apodo del "Padrino del Rap". 

## Biografía
Moore nació y creció en Fort Smith, Arkansas, y finalmente se mudó a Cleveland, Ohio, y luego a Milwaukee, Wisconsin. En Milwaukee, predicó en iglesias y trabajó como bailarín en un club nocturno. Regresó a Cleveland, trabajando en clubes como cantante, bailarín y comediante, a menudo apareciendo en el personaje del Príncipe DuMarr. Se unió al Ejército de los Estados Unidos y sirvió en una unidad de entretenimiento en Alemania, donde fue apodado Harlem Hillbilly por cantar canciones country en estilo R&B. Desarrolló un interés en la comedia en el Ejército después de expandirse en una actuación de canto para otros militares.
Después de su alta de forma honorable vivió en Seattle, Washington y luego en Los Ángeles, donde continuó trabajando en clubes y fue descubierto por el productor discográfico Dootsie Williams. Grabó canciones de ritmo y blues para los sellos Federal, Cash, Ball, Kent e Imperial entre 1955 y 1962, y lanzó sus primeros álbumes de comedia, Below the Belt (1959), The Beatnik Scene (1962) y A Comedian Is Born (1964).
Por su propia cuenta, estaba trabajando en la famosa tienda de discos Dolphin's Of Hollywood en Los Ángeles, California, en 1970, cuando comenzó a escuchar historias obscenas de "Dolemite" contadas por un hombre local llamado Rico. Moore comenzó a grabar las historias y asumió el papel de "Dolemite" en su acto de club y en las grabaciones. En 1970-71 grabó tres álbumes de material, Eat Out More A menudo, This Pussy Belongs To Me y The Dirty Dozens, donde "con músicos de jazz y R&B tocando en el fondo, [Moore] recitaba rimas sexualmente explícitas y obscenas que a menudo tenía que ver con proxenetas, prostitutas, jugadores y estafadores".
Moore estuvo influenciado por los comediantes más populares como Redd Foxx y Richard Pryor, así como por tradiciones como the dozens. Las grabaciones generalmente se realizaban en la propia casa de Moore, con la asistencia de amigos para crear un ambiente festivo. Las portadas y los contenidos del álbum a menudo eran demasiado atrevidos para exhibirse en las tiendas de discos, pero los discos se hicieron populares de boca en boca y tuvieron mucho éxito en las comunidades afroamericanas desfavorecidas, donde su "ingenio distorsionado y ant-establecimiento fueron abrazados.
Moore gastó la mayor parte de sus ganancias de los álbumes para financiar la película Dolemite, que apareció en 1975 y ha sido descrita como "una de las grandes películas de blaxploitation " de la década de 1970. El personaje era "el último héroe del ghetto: un tipo malo, profano, experto en kung-fu, vestido para matar y empeñado en proteger a la comunidad de las amenazas malvadas. Era un proxeneta con una camarilla de prostitutas que luchaban con kung-fu y era conocido por su destreza sexual".
La película fue exitosa y fue seguida por The Human Tornado, The Monkey Hustle y Petey Wheatstraw: The Devil's Son-in-Law. Moore continuó lanzando álbumes que atrajeron a su constante base de admiradores durante las décadas de 1970 y 1980, pero poco de su trabajo llegó a la audiencia blanca principal. Su "salazismo de rima rápida excedió los excesos más salvajes" de Foxx y Pryor, y su estilo altamente explícito lo mantuvo fuera de la televisión y las películas más importantes. Al mismo tiempo, Moore solía hablar en su iglesia y regularmente llevaba a su madre a la Convención Bautista Nacional. Dijo que: "No estaba diciendo palabras sucias solo para decirlas... Era una forma de arte, sketchs en los que desarrollé personajes de guetos que maldecían. No quiero que me llamen un viejo sucio, sino un imitador del gueto".
Llegó a ser considerado como una gran influencia por muchas estrellas de rap posteriores. Snoop Dogg dijo: "Sin Rudy Ray Moore, no habría Snoop Dogg, y eso es real". Moore apareció en el álbum de 1990 de Big Daddy Kane Taste of Chocolate y en el álbum de 1994 Live 2 Crew Back at Your Ass for the Nine-4. En un episodio de Martin titulado "The Players Came Home", apareció como él mismo en el personaje Dolemite. También repitió a su personaje Dolemite en una aparición en el álbum de 1999 de Snoop Dogg No Limit Top Dogg.
En 2000, Moore protagonizó Big Money Hustlas, una película creada y protagonizada por el grupo de hip hop Insane Clown Posse, en la que interpretó a Dolemite por primera vez en más de 20 años. En 2006, la voz de Moore actuó en el programa Sons of Butcher, como Rudy en la temporada 2. En 2008, retomó el personaje de Petey Wheatstraw en la canción "I Live for the Funk", que contó con Blowfly y Daniel Jordan. Esto marcó la primera vez que Blowfly y Moore colaboraron juntos en el mismo disco, así como el 30 aniversario de la película Petey Wheatstraw. También fue la grabación final que Moore hizo antes de su muerte.
El 19 de octubre de 2008, Moore murió en Akron, Ohio, por complicaciones de la diabetes. Nunca estuvo casado; le sobrevivieron su madre, dos hermanos y una hermana, hija y nietos.

## Legado
El 7 de junio de 2018, se anunció que Craig Brewer dirigiría Dolemite Is My Name a partir de un guion de Scott Alexander y Larry Karaszewski con la producción y distribución de Netflix. Eddie Murphy protagoniza la película interpretando a Moore. Más tarde ese mes, se anunció el resto del elenco principal. En julio de 2018, Chris Rock y Ron Cephas Jones se unieron al elenco. La grabación comenzó el 12 de junio de 2018. En agosto de 2019, se lanzó el avance. La película se estrenó en el Festival Internacional de Cine de Toronto el 7 de septiembre de 2019 y recibió un estreno limitado el 4 de octubre de 2019, antes de la transmisión digital el 25 de octubre de 2019.

## Discografía
- Below the Belt (1959)
- Beatnik Scene (1962)
- A Comedian Is Born (1964)
- Let's Come Together (1970, recorded 1967)
- Eat Out More Often (1970)
- This Pussy Belongs to Me (1970)[19]
- Dolemite for President (1972)
- Merry Christmas, Baby
- The Cockpit
- Return of Dolemite
- Sensuous Black Man
- Zodiac
- I Can't Believe I Ate the Whole Thing
- Jokes by Redd Foxx
- Live in Concert
- The Player—The Hustler
- House Party: Dirty Dozens Vol.1
- The Streaker
- Dolemite Is Another Crazy Nigger
- Sweet Peeter Jeeter
- Turning Point
- Close Encounter of the Sex Kind
- Good-Ole Big Ones
- Hip-Shakin' Papa
- Greatest Hits (1995)
- This Ain't No White Christmas
- Raw, Rude, and Real—More Greatest Hits
- 21st-Century Dolemite (2002)
- Hully Gully Fever
- Genius of Rudy Ray Moore
- Dolemite for President — Special Edition (2008)
- 50 Years of Cussing (2009)

## Filmografía
| Año  | Título                         | Papel                     | Notas                                        |
| ---- | ------------------------------ | ------------------------- | -------------------------------------------- |
| 1975 | Dolemite                       | Dolemita                  |                                              |
| 1976 | The Human Tornado              | Dolemita                  |                                              |
| 1976 | The Monkey Hu$tle              | Goldie                    |                                              |
| 1977 | Petey Wheatstraw               | Petey                     |                                              |
| 1979 | Disco Godfather                | Tucker Williams           |                                              |
| 1982 | Penitentiary II                | Marido                    |                                              |
| 1995 | Murder Was the Case: The Movie | Dolemita                  | Cortometraje                                 |
| 1997 | Violent New Breed              | Pastor Williams           | Directo a video                              |
| 1997 | B*A*P*S                        | Nate                      |                                              |
| 1997 | Fakin' da Funk                 | Larry                     |                                              |
| 1999 | Shaolin Dolemite               | Monje Ru-Dee              | Directo a video                              |
| 1999 | Jackie's Back                  | Chico malo                | televisión                                   |
| 2000 | Big Money Hustlas              | Dolemita                  | Directo a video                              |
| 2000 | Shoe Shine Boys                |                           |                                              |
| 2002 | The Return of Dolemite         | Dolemita                  | alias The Dolemite Explosion                 |
| 2003 | The Watermelon Heist           | Ángel de la muerte        |                                              |
| 2005 | Sons of Butcher                | Rudy el conserje psíquico | Series de Televisión Temporada 2, 1 episodio |
| 2005 | Vampire Assassin               |                           |                                              |
| 2007 | A Stupid Movie for Jerks       | Policía                   |                                              |
| 2009 | It Came from Trafalgar         | Dan peligroso             | Lanzamiento póstumo                          |
| 2019 | Dolemite Is My Name            | Él mismo                  | Material de archivo; lanzamiento póstumo     |